# Przełęcz Pordoi
Przełęcz Pordoi (niem. Pordoijoch, wł. Passo Pordoi) – przełęcz w Dolomitach położona na wysokości 2239 m n.p.m. Leży w północnych Włoszech, na granicy prowincji Trydent i Belluno. Przełęcz ta łączy miejscowość Canazei na zachodzie z miejscowością Arabba na wschodzie. 

## Galeria

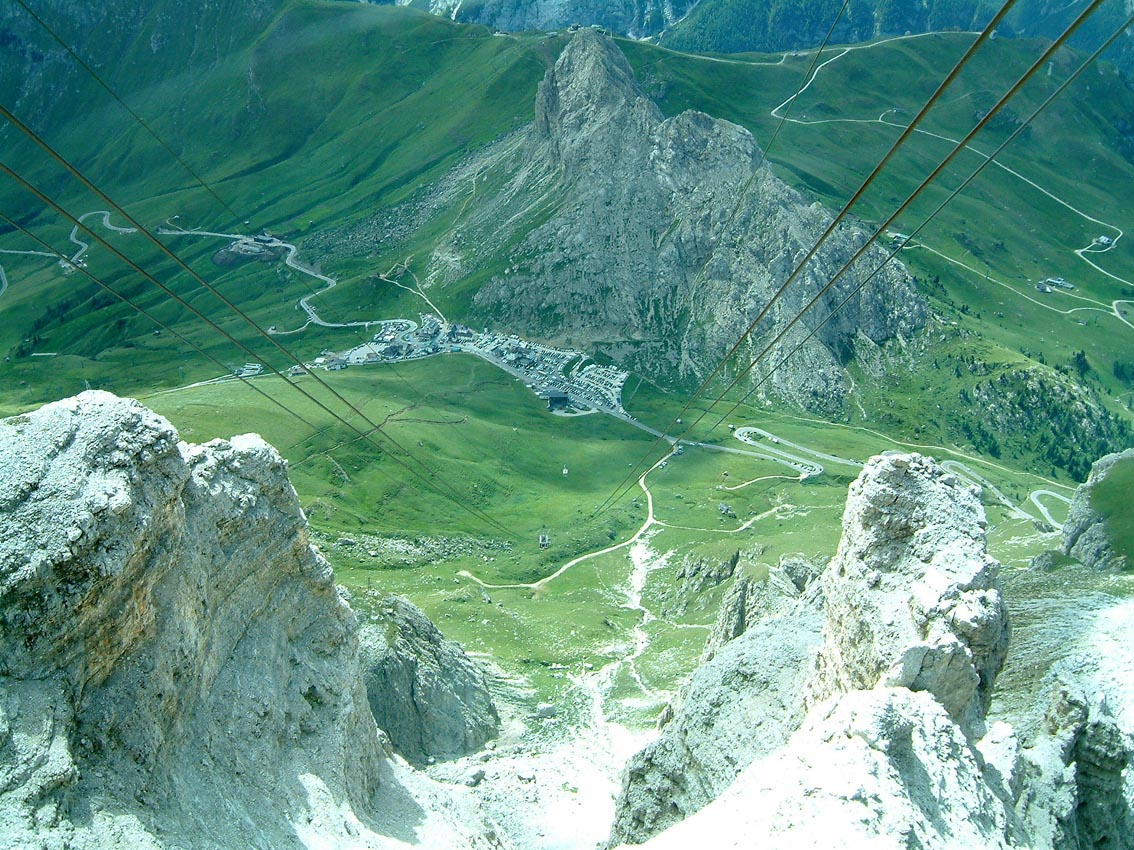
Widok na przełęcz
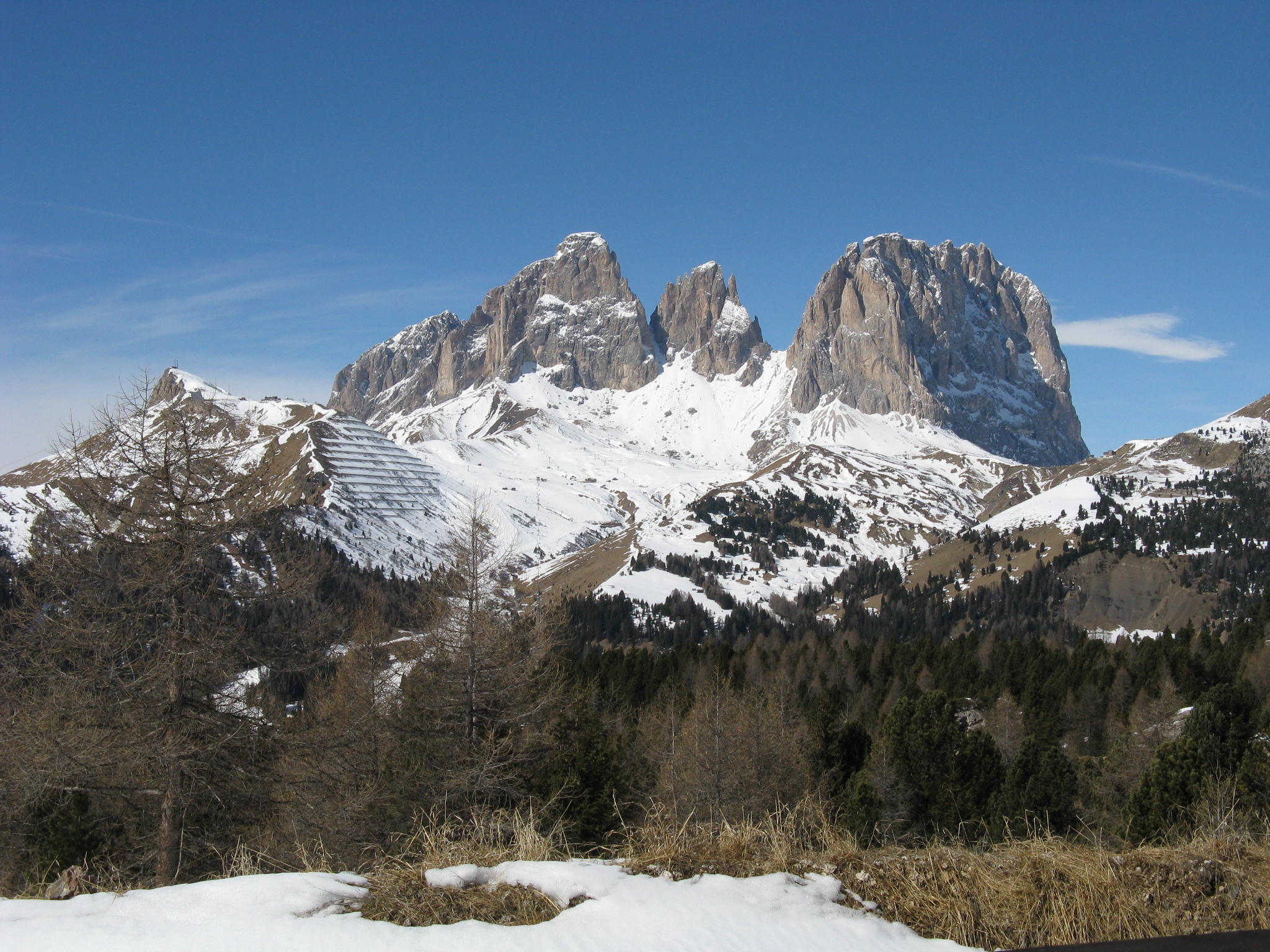
Widok z przełęczy na Sassolungo
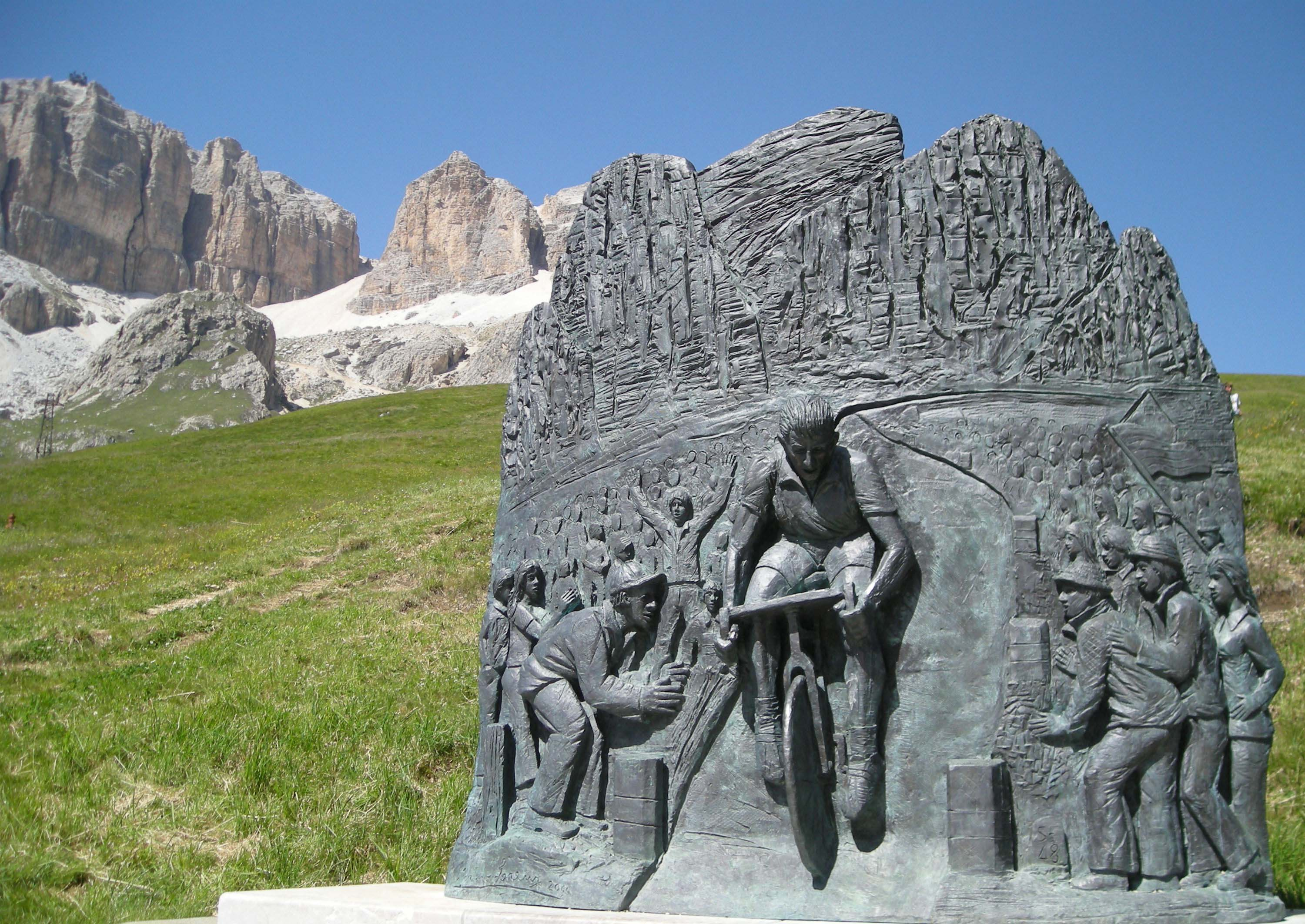
Pomnik Fausto Coppiego
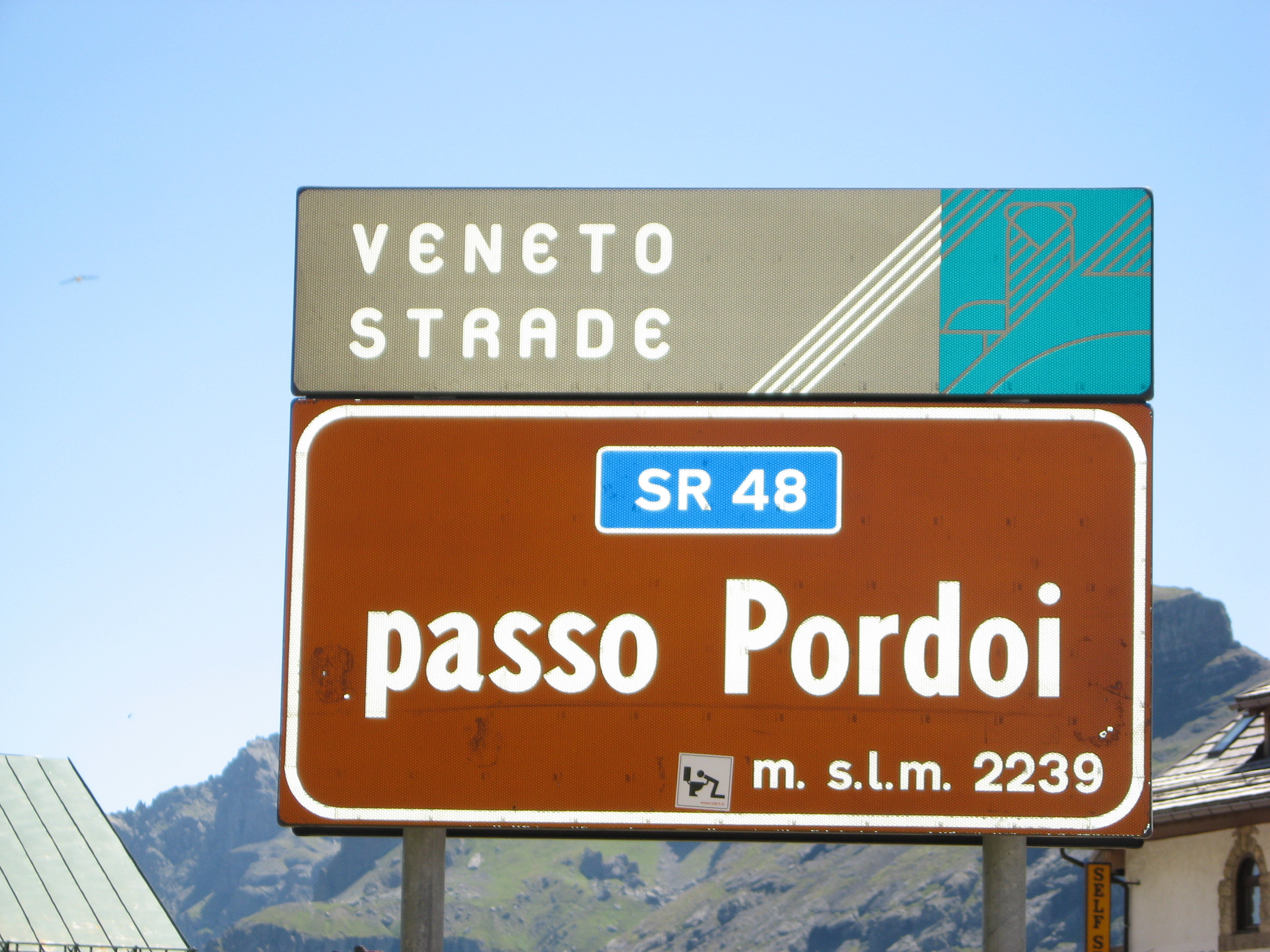
Znak informacyjny
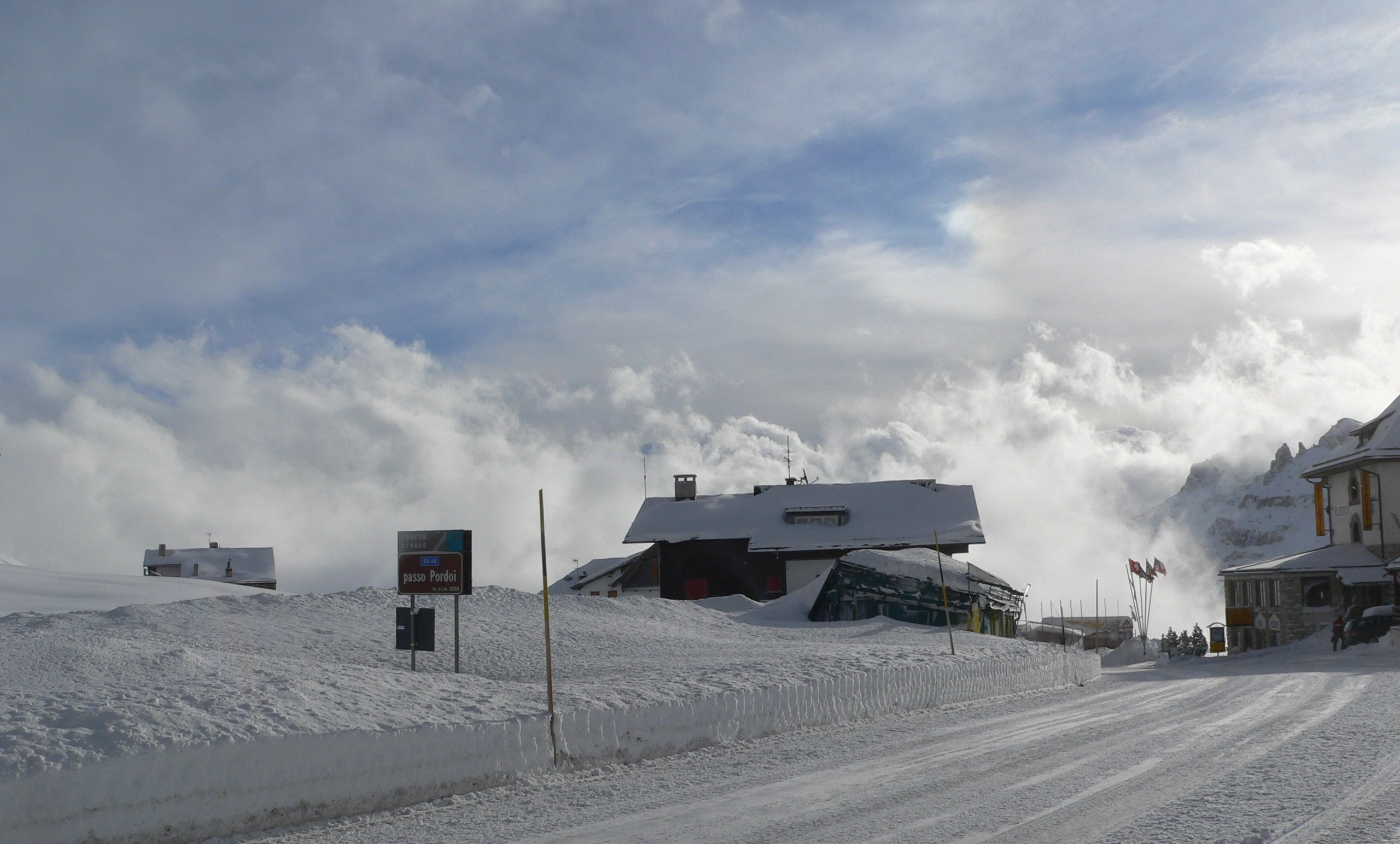
Przełęcz w zimie
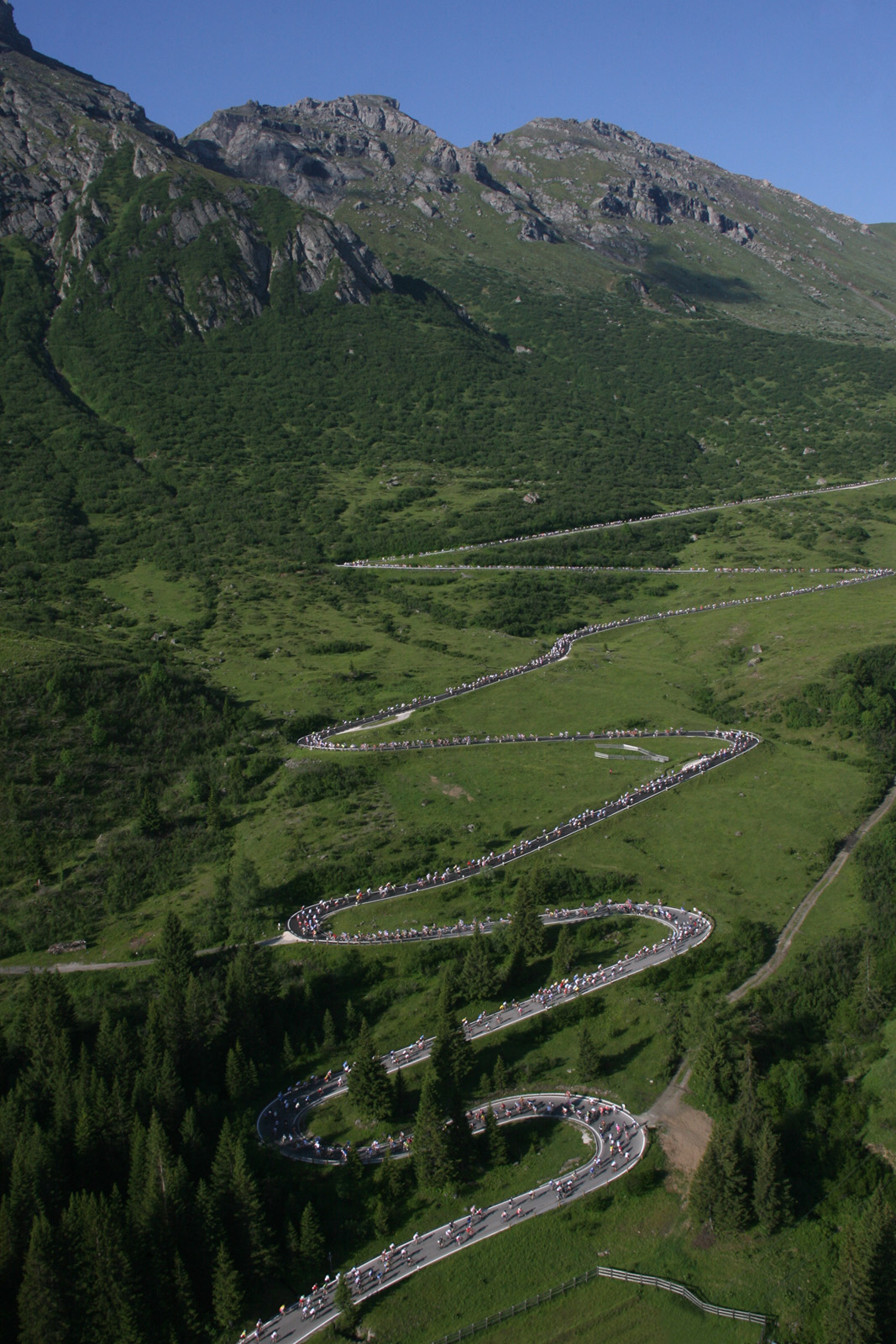
Droga na przełęcz
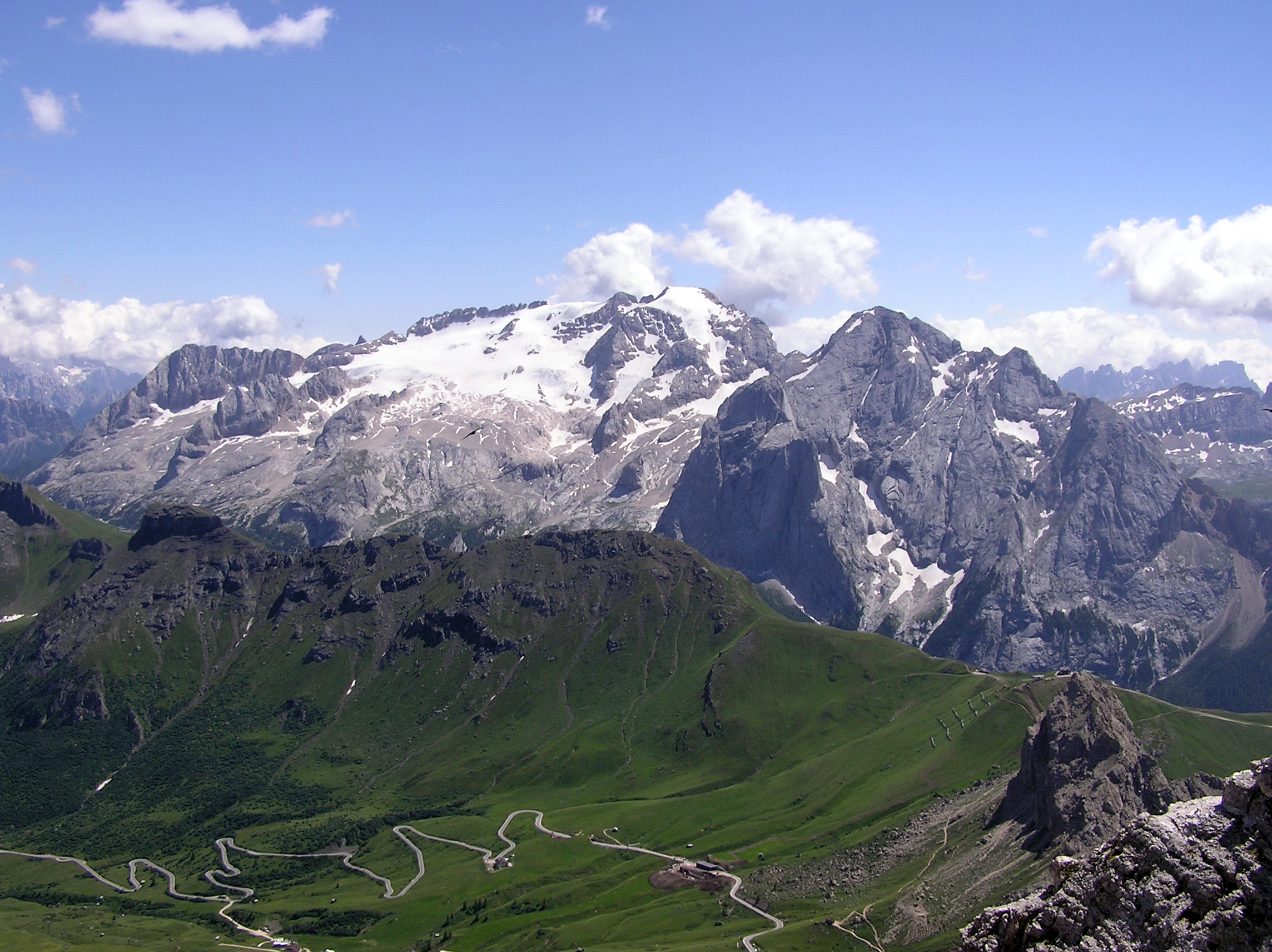
Marmolada widziana z przełęczy
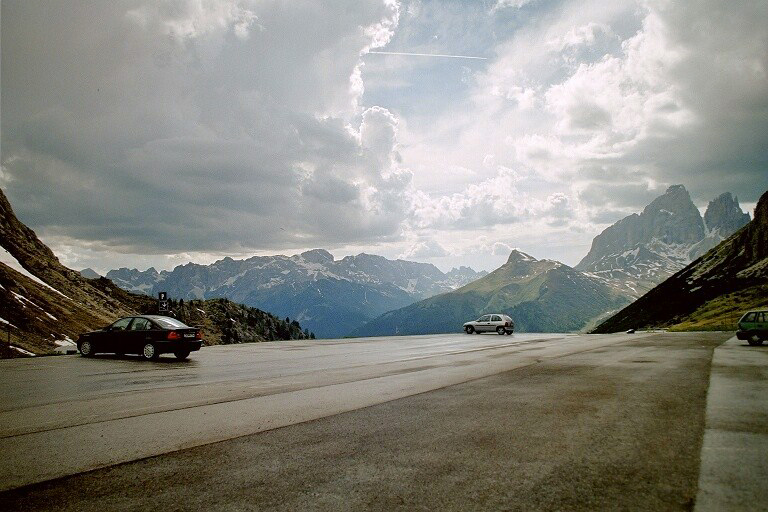
Przełęcz